# Billy Harris (Eishockeyspieler, 1952)
William Edward „Billy“ Harris (* 29. Januar 1952 in Toronto, Ontario) ist ein ehemaliger kanadischer Eishockeyspieler (Rechtsaußen), der von 1975 bis 1989 für die New York Islanders, Los Angeles Kings und Toronto Maple Leafs in der National Hockey League spielte.

## Karriere
Als Junior spielte er kurz bei den Peterborough Petes in der OHA, bevor er innerhalb der Liga zu den Toronto Marlboros wechselte. In einer Reihe mit Dave Gardner und Steve Shutt wurde er 1972 zum Topscorer der OHA. Von dieser Leistung überzeugt, wählten ihn die New York Islanders, beim NHL Amateur Draft 1972 mit dem Top-Pick aus.
Zusammen mit Michel Larocque und John Van Boxmeer, war er einer von drei Nachwuchsspielern, die in Trainingslager vor der Summit Series 1972 eingeladen wurden. Allen drei gelang es nicht sich einen Platz im Kader zu erkämpfen.
Sofort in der Saison 1972/73 schaffte er den Sprung in die NHL. Die Islanders spielten ihre erste NHL-Saison und Harris war mit 50 Punkten bester Scorer des Teams, das mit nur 30 Punkten die mit Abstand schlechteste Bilanz in der NHL hatte. Ein Jahr nach ihm war Denis Potvin als Top-Draftpick zu den Islanders gekommen. Hinter ihm war Harris nun in der teaminternen Scorerwertung zweiter. Ab der Saison 1975/76 spielte er mit Clark Gillies und Bryan Trottier in einer Reihe, die Long Island Lightning Company genannt wurde. Um Butch Goring nach Long Island zu holen, wurde er mit Dave Lewis gemeinsam zu den Los Angeles Kings geschickt. Dadurch verpasste er die große Zeit bei den Islanders, die vier Stanley Cups in Folge gewannen.
Bei den Kings wurde er auf Grund von Verletzungen immer wieder in der Triple Crown Line eingesetzt. Zwanzig Monate war er in Los Angeles, bevor er für Ian Turnbull an die Toronto Maple Leafs abgegeben wurde. Eine Schulterverletzung zwang ihn jedoch zu einer Pause. Er konnte nicht mehr an frühere Leistungen anknüpfen. Im Februar 1984 kehrte er zu den Los Angeles Kings zurück. Dort spielte er noch 21 Mal, bevor er seine Karriere beendete.
Nach seiner Zeit als Eishockeyspieler betätigte er sich in der Immobilienbranche und der Gastronomie.

## Sportliche Erfolge

### Persönliche Auszeichnungen
- OHA-Jr. Second All-Star Team: 1971
- OMJHL First All-Star Team: 1972
- Eddie Powers Memorial Trophy: 1972 (gemeinsam mit Dave Gardner)
- Jim Mahon Memorial Trophy: 1972
- Teilnahme am NHL All-Star Game: 1976